# توم داوني
توم داوني (بالإنجليزية: Tom Downey)‏ هو لاعب كرة قاعدة أمريكي، ولد في 1884 في لويستون في الولايات المتحدة، وتوفي في 3 أغسطس 1961 في باسيك في الولايات المتحدة.